# Pollenia ludingensis
Pollenia ludingensis este o specie de muște din genul Pollenia, familia Calliphoridae, descrisă de Fan în anul 1993.
Este endemică în Sichuan. Conform Catalogue of Life specia Pollenia ludingensis nu are subspecii cunoscute.